# Alberto Trigona Joppolo
Alberto Trigona Joppolo, VI duca di Misterbianco (1792 – Catania, 12 maggio 1856), è stato un nobile, politico e militare italiano.

## Biografia
Nato nel 1792 dalla nobile famiglia Trigona, figlio del duca di Misterbianco Vespasiano Trigona Grimaldi e di Marianna Joppolo, Alberto Trigona si distinse per lucidità politica in un periodo di tensione culturale, nel Regno delle Due Sicilie. Appena furono istituite le milizie civili, divenne capitano e poi colonnello, noto per accuratezza, giustizia e lealtà. Proclamato Colonnello del Reggimento militi "Catania" (già nei Cacciatori a cavallo di Ragusa, in precedenza «chiliarca»). Dopo essere stato congedato, mantenne l'onore dell'uniforme. Nel 1818 divenne confrate della Pace e dei Bianchi. Nel 1828 ereditò il titolo di VI duca di Misterbianco.
Dal 1837 fu Direttore delle Poste. Dal 1841 venne eletto Consigliere degli Ospizi di Catania. Dal 1845 assunse il ruolo di Fidecommessario del Collegio femminile "la Provvidenza" (poi «Collegio di Maria»), curando l'educazione e i beni ecclesiastici. Si dedicò con passione al Collegio e agli Ospizi, mostrando umiltà e gentilezza.
Successivamente venne nominato deputato del Convitto degli Artisti di Catania (1818-1824), approvato da re Ferdinando IV. Tentò di rivitalizzare l'istituzione, promuovendo le arti e l'artigianato, creando un ambiente stimolante e stringendo alleanze locali. Il Convitto ottenne lodi e medaglia d'oro a Napoli. Decorato della medaglia del «Fedele attaccamento» nel 1821, in seguito fu nominato Gentiluomo di Camera del Re (1833).
Precedentemente incaricato (1829) da Francesco I nell'opera di costruzione di un Gran Quartiere Militare di Catania – nel sito detto « (Porta) della Decima » (poi divenuto palazzo della Manifattura dei Tabacchi) sulla Strada Ferdinanda o Ferdinandea (poi via Garibaldi) – su progetto di Zahra-Buda, Trigona diventerà presidente del Consiglio Provinciale di Catania (1840 e 1846), operando attivamente. Chiese aiuti per il Porto di Catania e promosse infrastrutture e scuole tecniche. 
Quando il consiglio civico costituzionale dovette nominare un nuovo patrizio, inizialmente la scelta ricadde su Francesco Paternò Castello, duca di Carcaci. Poiché Paternò Castello era indisponibile, Alberto Trigona duca di Misterbianco fu disposto ad accettare il ruolo di patrizio di Catania per una breve stagione, durante i tumulti del 1848. Le sue concessioni trasformarono aree desolate in terreni fertili (consentì la fondazione della Chiesa del Santissimo Crocefisso della Buona Morte, 1852). A Misterbianco trasformò latifondi in campi modello.
Sposò nel 1828 Giovanna Paternò Castello dei Duchi di Carcaci (* 1809 † ?). Ebbe tre figli: Vespasiano, Vincenzo e Mariannina.
Morì il 12 maggio 1856 all'età di 64 anni e fu sepolto nella chiesa madre di Misterbianco, mausoleo ufficiale del ramo etneo dei Trigona, con un mezzobusto e una dedica in rilievo posta alla base.

## Ascendenza
|                                                            |                  |                                             | Genitori                                         |  |  | Nonni |  |  | Bisnonni                      |  |  | Trisnonni                                                 |  |
|                                                            |                  |                                             |                                                  |  |  |       |  |  | Vespasiano Trigona e Speciale |  |  | Giuseppe Trigona, barone di Geraci (o Gerace) in Calabria |  |
|                                                            |                  |                                             |                                                  |  |  |       |  |  | Vespasiano Trigona e Speciale |  |  | Giuseppe Trigona, barone di Geraci (o Gerace) in Calabria |  |
|                                                            |                  | Vittoria Speciale †                         |                                                  |  |  |       |  |  | Vespasiano Trigona e Speciale |  |  |                                                           |  |
| Mario Trigona e Trigona, IV duca di Misterbianco           |                  |                                             |                                                  |  |  |       |  |  | Vespasiano Trigona e Speciale |  |  |                                                           |  |
|                                                            |                  | Lucia Trigona e Borgia                      | Tullio Trigona e Miccichè                        |  |  |       |  |  |                               |  |  |                                                           |  |
|                                                            |                  | Lucia Trigona e Borgia                      | Tullio Trigona e Miccichè                        |  |  |       |  |  |                               |  |  |                                                           |  |
|                                                            |                  | Lucia Trigona e Borgia                      | Maria Gaetana Borgia Bonanno                     |  |  |       |  |  |                               |  |  |                                                           |  |
| Vespasiano Trigona, V duca di Misterbianco                 |                  | Lucia Trigona e Borgia                      |                                                  |  |  |       |  |  |                               |  |  |                                                           |  |
|                                                            |                  | principe Enrico Grimaldi, barone di Sciruni | Giovanni Felice Grimaldi, barone di San Giovanni |  |  |       |  |  |                               |  |  |                                                           |  |
|                                                            |                  | principe Enrico Grimaldi, barone di Sciruni | Giovanni Felice Grimaldi, barone di San Giovanni |  |  |       |  |  |                               |  |  |                                                           |  |
|                                                            |                  | principe Enrico Grimaldi, barone di Sciruni | Girolama o Geronima Rosso e Rosso e Landolina    |  |  |       |  |  |                               |  |  |                                                           |  |
| Grazia Grimaldi Scalambro                                  |                  | principe Enrico Grimaldi, barone di Sciruni |                                                  |  |  |       |  |  |                               |  |  |                                                           |  |
|                                                            |                  | Agnese Scalambro Scammacca                  | ?                                                |  |  |       |  |  |                               |  |  |                                                           |  |
|                                                            |                  | Agnese Scalambro Scammacca                  | ?                                                |  |  |       |  |  |                               |  |  |                                                           |  |
|                                                            |                  | Agnese Scalambro Scammacca                  | ?                                                |  |  |       |  |  |                               |  |  |                                                           |  |
| Alberto Trigona Joppolo, VI duca di Misterbianco           |                  | Agnese Scalambro Scammacca                  |                                                  |  |  |       |  |  |                               |  |  |                                                           |  |
|                                                            | Antonino Joppolo | ?                                           |                                                  |  |  |       |  |  |                               |  |  |                                                           |  |
|                                                            | Antonino Joppolo | ?                                           |                                                  |  |  |       |  |  |                               |  |  |                                                           |  |
|                                                            | Antonino Joppolo | ?                                           |                                                  |  |  |       |  |  |                               |  |  |                                                           |  |
| Alberto Joppolo, signore di Fontanamurata o Fontana Murata | Antonino Joppolo |                                             |                                                  |  |  |       |  |  |                               |  |  |                                                           |  |
|                                                            |                  | Marianna Franchina                          | ?                                                |  |  |       |  |  |                               |  |  |                                                           |  |
|                                                            |                  | Marianna Franchina                          | ?                                                |  |  |       |  |  |                               |  |  |                                                           |  |
|                                                            |                  | Marianna Franchina                          | ?                                                |  |  |       |  |  |                               |  |  |                                                           |  |
| Maria Anna Joppolo dei Signori di Fontanamurata            |                  | Marianna Franchina                          |                                                  |  |  |       |  |  |                               |  |  |                                                           |  |
|                                                            |                  | ?                                           | ?                                                |  |  |       |  |  |                               |  |  |                                                           |  |
|                                                            |                  | ?                                           | ?                                                |  |  |       |  |  |                               |  |  |                                                           |  |
|                                                            |                  | ?                                           | ?                                                |  |  |       |  |  |                               |  |  |                                                           |  |
| ?                                                          |                  | ?                                           |                                                  |  |  |       |  |  |                               |  |  |                                                           |  |
|                                                            |                  | ?                                           | ?                                                |  |  |       |  |  |                               |  |  |                                                           |  |
|                                                            |                  | ?                                           | ?                                                |  |  |       |  |  |                               |  |  |                                                           |  |
|                                                            |                  | ?                                           | ?                                                |  |  |       |  |  |                               |  |  |                                                           |  |
|                                                            |                  | ?                                           |                                                  |  |  |       |  |  |                               |  |  |                                                           |  |